# Syspira eclectica
Syspira eclectica är en spindelart som beskrevs av Chamberlin 1924. Syspira eclectica ingår i släktet Syspira och familjen sporrspindlar. Inga underarter finns listade i Catalogue of Life.